# Subaeratus
Subaeratus (Mehrzahl Subaerati) waren Silber- oder Goldmünzen mit einem Kern aus unedlem Metall („sub“ lat. unter; darunter „aes“, lat. für Bronze), deren Schrötlinge somit nicht aus einer einheitlichen Legierung bestanden. Ist der Kern statt aus Bronze oder Kupfer aus Eisen gefertigt, wird auch von Subferrati (ferrum lat. Eisen) gesprochen. Diese Münzen erweckten auf den ersten Blick einen Nominalwert, der aber nicht ihrem wirklichen Kurantwert entsprach.

## Geschichte und Herstellung
Sie wurden bereits kurze Zeit nach Beginn der Münzprägung im 7. Jahrhundert vor Christus in Griechenland hergestellt. Besonders viele Subaerati wurden in der Hochzeit der römischen Kaiserzeit hergestellt, als der Silber-Denar noch das Rückgrat des römischen Geldsystems bildete. Die seit dem 3. Jahrhundert den Denar ablösenden Antoniniane (nominal im Wert von Doppeldenaren) enthielten dagegen grundsätzlich keinen Kern aus einem unedleren Metall, sondern die gesamte Münze bestand aus einer Legierung mit im Laufe der Zeit abnehmendem Silbergehalt. Diese Antoniniane wurden noch später, als sie kaum noch Silber enthielten, kurz in einem Silberbad getaucht. Diese Münzen werden aber nicht als Subaerati bezeichnet. Vielmehr handelt sich hier um plattierte Münzen, deren Kern meist aus Kupfer oder Bronze bestand und deren Oberflächen (Avers und Revers) mit dünnen Feinsilber- oder eutektischen Silber-Kupfer-Blechen versehen waren. Diese Silberbleche wurden meist in einem thermischen Lötverfahren unter Sauerstoffausschluss vor der eigentlichen Prägung aufgebracht. Rein äußerlich unterschieden sich diese Münzen zunächst wenig von ihren vollwertigen Silberexemplaren. Sie waren allerdings häufig dünner und deutlich leichter. Wenn die Subaerati dicker ausgebracht wurden, hatten sie ein geringeres spezifisches Gewicht. Wegen ihres geringen Silbergehaltes haben die Subaerati heute meistens eine dunklere Patina als die vollwertigen Exemplare.

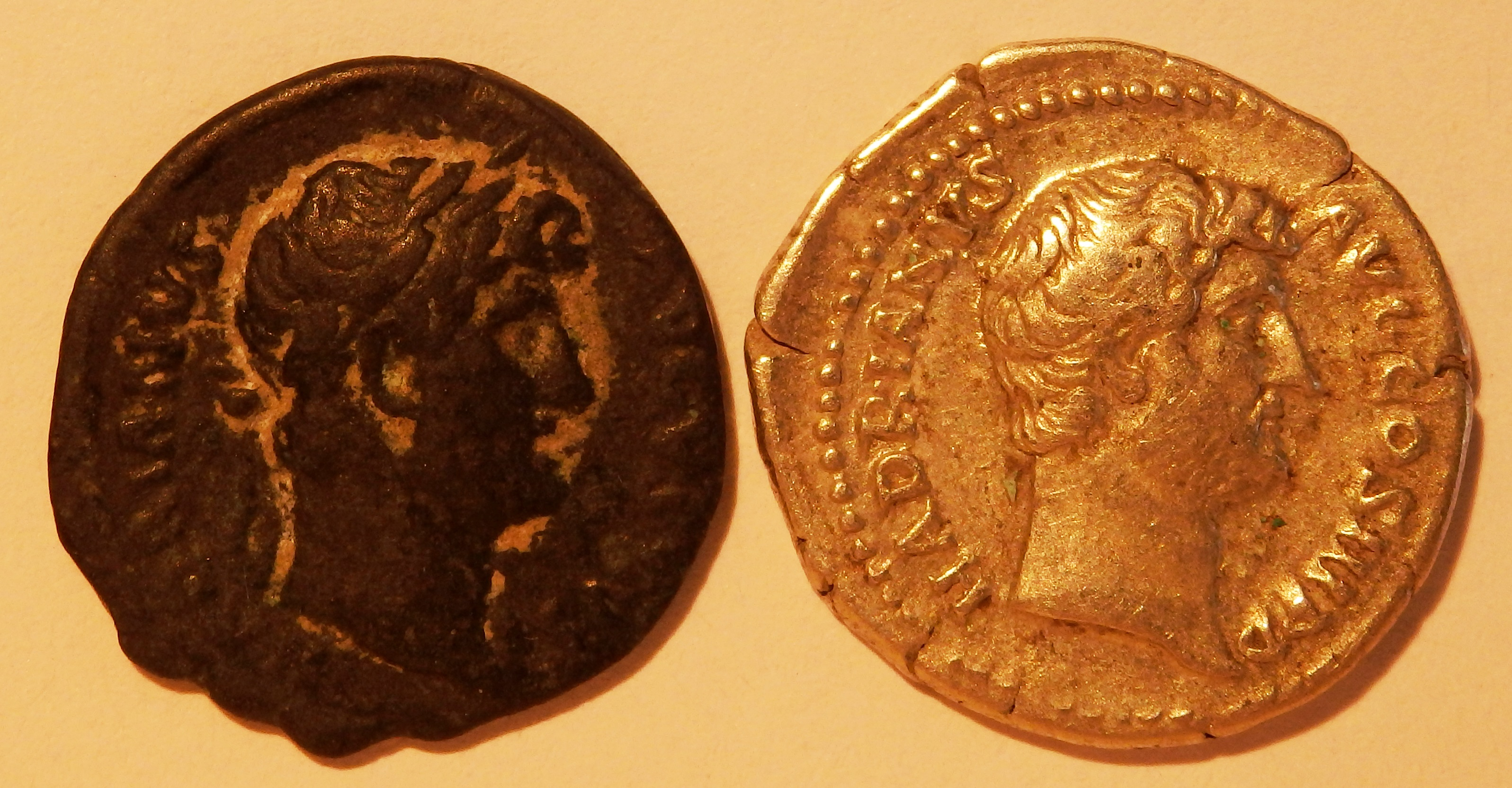
Subaeratus (links) und normaler Denar (rechts), beide mit Porträt des Hadrian

## Verwendung
Subaerati waren häufig private zeitgenössische Fälschungen. Gelegentlich wurden sie auch als offizielle Münzen in Zeiten wirtschaftlicher oder militärischer Zwangslagen ausgegeben und sind damit als Not- bzw. Inflationsgeld anzusehen. Subaerati wurden aber auch in ruhigeren Zeiten in den Grenzregionen hergestellt, um dem Mangel an offiziellem römischen Geld abzuhelfen. Dazu gehören vor allem die sog. Limesfalsa (= Limesfälschungen), die als Ersatzkleingeld Verwendung fanden.